# Igor Cvetko
Igor Cvetko, slovenski etnomuzikolog, lutkar in ilustrator, * 1. september 1949, Ljubljana, Slovenija
etnomuzikolog, pedagog, lutkar in ilustrator, se je rodil 1. 9. 1949 v Ljubljani.  
Že od svojega petega leta je igral violino, diplomiral na Zavodu za glasbeno in baletno izobraževanje v Ljubljani (1967) in leto dni kasneje maturiral na Bežigrajski gimnaziji v Ljubljani. Po maturi je odšel kot izmenjalni               študent za  eno leto v Kalifornijo, na Sonoma State College. Po vrnitvi domov je najprej študiral kemijo (diploma na VTŠ Maribor, 1973), za tem  še muzikologijo (diploma na Oddelku za Muzikologijo FF v Ljubljani, 1982).                              Leta 1982  je pričel  z znanstvenoraziskovalnim delom na Inštitutu za glasbeno narodopisje ZRC SAZU (do 1997).
Na FF v Ljubljani je 1988. magistriral z raziskavo o pohorskem pesniku in pevcu Juriju Vodovniku, objavil knjigo Jest sem Vodovnik Jurij, o slovenskem ljudskem pevcu 1791-1858 (Partizanska knjiga, 1988)                                      in zanjo prejel Kajuhovo nagrado. Med 1990. in 2000. je predaval etnomuzikologijo (na PF v Mariboru in na FF v Ljubljani). 1997. je odšel za nekaj let v svobodni poklic (mojster za zaščito kulturne dediščine), istega leta    skupaj Jeleno Sitar ustanovil Lutkovno gledališče Zapik, ki deluje še danes. Od 2001. - 2008. je kot kustos za duhovno kulturo v SEM-u postavil del njegove stalne zbirke in nekaj razstav.  
Za odmevno razstavo v SEM-u Zvoki Slovenije, od ljudskih godcev do avsenikov, je 2008. prejel Murkovo nagrado.  
Zbrano otroško narodopisno gradivo je izdal v številnih odmevnih knjigah, med njimi: 
- Slovenske otroške prstne igre, Didakta, Radovljica 1996

- Najmanjše igre na Slovenskem, Didakta, Radovljica 2000

- Aja, tutaja, Slovenske ljudske  uspavanke, DZS, Ljubljana 2004

- Trara, pesem pelja, otroška ljudska glasbila na Slovenskem, MK, Ljubljana 2006

- Veliko malo prstno gledališče, Didakta, Radovljica 2010

- Slovenske otroške igre od A do Ž, Celjska mohorjeva, Celje 2017

Kot lutkar je Igor Cvetko skupaj z Jeleno Sitar v Lutkovnem gledališču Zapik, v slovenskem prostoru znanem predvsem po svojstveni in zanimivi estetiki in po principu kontaktnih predstav za najmlajše gledalce, pripravil vrsto predstav. 
Zapikove Miška kaško kuhala, Zverinice iz Rezije, Mojca Pokrajculja, Rdeča Kapica…) so zasnovane na otroškem izročilu in prenosu le-tega v gledališki medij. V njih je Igor Cvetko podpisan predvsem kot so-avtor ideje, izvajalec, likovnik, glasbenik in ko-režiser. 
Kot ilustrator se je več let pojavljal v reviji Ciciban, sam je ilustriral vse svoje knjige, opremil pa je tudi nekaj knjig pri različnih založbah. 
S svojimi deli je večkrat zapored sodeloval na Slovenskem bienalu ilustracije.
V zadnjih letih se v Gledališču Zapik Igor Cvetko in Jelena Sitar aktivno posvečata tudi kamišibaj gledališču, njegovemu umetniškemu in pedagoškemu aspektu in velikim možnostim njegove aplikacije. Sta izvajalca in promotorja kamišibaj gibanja na Slovenskem.        Od 2013. sta bila organizatorja (Igor tudi selektor) petih Slovenskih festivalov kamišibaj gledališča v Piranu, 2018. pa sta pripravila tudi 1. mednarodni festival kamišibaja v Piranu.
Na 6. Slovenskem festivalu kamišibaj gledališča v Štanjelu je Igor Cvetko prejel glavno nagrado Festivala  Zlati kamišibaj, za predstavo „Tri kozice“, priredbo lužiškosrbske ljudske pravljice. 
Igor Cvetko in Jelena Sitar sta skupaj izdala priročnik za senčno gledališče Primeri detektiva Karla Loota ali Zgodba o senčnih lutkah, DZS, Ljubljana 1996, večkrat nagrajene knjige doma in v tujini. Knjiga je bila izbrana med prestižne Bele vrane.
Mag. Igor Cvetko je prejemnik prestižne Štrekljeve nagrade za življenjsko delo v letu 2015. 
Mag. Igor Cvetko je bil v letu 2018, Evropskem letu kulturne dediščine, imenovan za slovenskega ambasadorja kulturno-umetnostne vzgoje.

## Izbrana bibliografija
Njegova bibliografija obsega 169 enot.
Izbrana bibliografija:
Strokovno področje:
- Jest sem Vodovnik Jurij, o slovenskem ljudskem pevcu 1791-1858, Partizanska knjiga, Ljubljana, 1989
- Med godci in glasbili, SEM in ISN ZRC, Ljubljana, 1991
- Pesmi iz koša, Zapik, Ljubljana, 2001
- Zvoki Slovenije, od ljudskih godcev do avsenikov, SEM, Ljubljana, 2007

Avtor in ilustrator:
- Slovenske otroške prstne igre, Didakta, Radovljica, 1996
- Najmanjše igre na Slovenskem, Didakta, Radovljica, 2000
- Trara pesem pelja, Mladinska knjiga založba, Ljubljana 2004
- Aja, tutaja, slovenske ljudske uspavanke, DZS, Ljubljana, 2005

- Veliko malo prstno gledališče, Didakta, Radovljica 2010

- Slovenske otroške igre od A do Ž, Celjska mohorjeva, Celje 2017

Ilustrator:
- Barbara Gregorič: Nebomske pesmi, DZS, Ljubljana, 1994
- Barbara Gregorič: Zaklenjeni volk, Založba mladika, Ljubljana 1997
- Jelena Sitar - Igor Cvetko: Primeri detektiva Karla Loota, DZS, Ljubljana, 1996
- Anton Martin Slomšek: Basni in zgodbe, Mohorjeva družba, Celje, 1999
- Moj slovar, DZS, Ljubljana, 2000 (knjiga in delovni zvezek)
- Jelena Sitar: Zgodbe za lutke in prste, DZS, Ljubljana, 2001
- Vildana Repše: Ples v glasbi, Glasbeni atelje Tartini, Piran, 2002
- Sabina Koželj Horvat: Kokoške s Koroške, Mohorjeva družba, Celje, 2004